# Dùng dụng cụ ở loài vật
Dùng dụng cụ ở loài vật (Tool use by animals) là một hiện tượng được ghi nhận ở các loài động vật, trong đó chúng được ghi nhận là đã sử dụng bất kỳ loại dụng cụ nào để đạt được mục đích như kiếm ăn và ăn thức ăn, tìm nước uống, chải chuốt, phòng vệ, để giải trí hoặc xây cất tổ, nơi ẩn náu. Ban đầu, người ta cho rằng việc sử dụng công cụ được cho là một kỹ năng chỉ con người mới làm được, một số công cụ muốn sử dụng được phải đòi hỏi một mức độ nhận thức tinh vi, nhưng một loạt các động vật, bao gồm động vật có vú, chim, cá, động vật chân đầu và côn trùng đã được ghi nhận là sử dụng các công cụ trong tự nhiên cũng như trong môi trường nuôi nhốt.
Nghiên cứu đã chứng minh dụng cụ còn được sử dụng từ những loài vật khác như khỉ, một số loài chim và rái cá biển. Các nhà thông thái thời xưa nghĩ chỉ có con người mới có khả năng tạo ra dụng cụ cho tới khi các nhà động vật học quan sát được ở loài chim và các con khỉ làm ra dụng cụ. Việc sử dụng công cụ đã từng được xem là một đường phân cách chủ yếu giữa con người và phần còn lại của thế giới động vật, nhưng những nghiên cứu mới đã cho thấy làm được việc đó là một điều thực sự dễ dàng đến một chú khỉ cũng có thể làm được, thậm chí đã biết cách tận dụng, chế tác để sử dụng từ lâu và còn biết học hỏi qua nhiều thế hệ.

## Ghi nhận chung
Tinh tinh, quạ, bạch tuộc là ba trong số những loài động vật thông minh biết sử dụng công cụ để kiếm thức ăn và trốn tránh kẻ thù. Việc dùng công cụ thường xuyên đã được biết đến từ lâu ở những loài khỉ hình người cỡ lớn (Ape) như tinh tinh, việc dùng dụng cụ ở các loài linh trưởng khác ít được biết đến hơn vì nhiều trong số chúng chủ yếu được quan sát trong tự nhiên. Nhiều nhà nghiên cứu nổi tiếng như Charles Darwin đã đề cập đến việc sử dụng công cụ ở khỉ (như khỉ đầu chó). Đười ươi trong tự nhiên biết dùng những chiếc lá làm còi, Đười ươi Borneo sử dụng chiếc lá lấy từ một cành cây để làm thay đổi tần số của tiếng kêu, cảnh báo cho nhau tránh động vật ăn thịt hoặc khi bị đe dọa. Khỉ Macaque thường nhổ tóc của khách tham quan, sau đó dùng tóc như sợi chỉ làm sạch răng miệng. Có bằng chứng mới cho thấy khỉ và các loài linh trưởng khác ở bên ngoài châu Phi cũng đã sử dụng các công cụ từ hàng trăm năm, có thể là hàng ngàn năm trước. Các nhà khoa học cho rằng, trong khi có cấu trúc não hoàn toàn khác biệt, cả quạ và các loài linh trưởng đều sử dụng kết hợp các công cụ trí tuệ bao gồm trí tưởng tượng và dự đoán kết quả trong tương lai để giải quyết các vấn đề tương tự
Rái cá biển biết cách lấy đá đập vào vỏ trai, bào ngư, sò, cho đến khi chúng vỡ ra rồi ăn phần thịt bên trong. Động vật ăn thịt (ở bộ Carnivora) có thể sử dụng các công cụ để bẫy con mồi hoặc làm vỡ vỏ của con mồi cũng như để gãi ngứa. Loài Degu có họ hàng gần gũi với loài gặm nhấm lợn Guinea và chuột Chinchilla, chúng có thể học cách dùng que để lấy thức ăn, người ta đặt Degu ở một phía so với hàng rào làm từ nhựa và hạt hướng dương ở phía bên kia, khi được cung cấp một que nhỏ, nó sẽ sử dụng que kéo hạt hướng dương qua hàng rào để lấy thức ăn. Một số loài cá sử dụng các công cụ để mở nắp động vật có vỏ mở, lấy thức ăn ngoài tầm với, dọn dẹp một khu vực (để làm tổ) và săn bắn, loài bạch tuộc có vân có thể tận dụng nửa vỏ dừa để làm nơi trú ngụ, chúng thu thập vỏ dừa và tạo ra một nơi trú ẩn, chúng cũng có thể xây dựng một hàng rào bằng đá, giúp chúng thong thả di chuyển ở đáy biển mà không sợ các loài ăn thịt khác tấn công.
Sử dụng công cụ ở một số loài chim có thể được minh họa bằng độ phức tạp của việc làm tổ với nhiều kiểu dáng tổ, cấu trúc tổ phức tạp một cách đáng kinh ngạc. Một số loài chim, chẳng hạn như chim thợ dệt xây dựng tổ phức tạp. Voi là một trong những động vật thông minh nhất thế giới với bộ não lớn hơn so với các loài động vật khác. Cả voi hoang và voi nuôi nhốt đều biết tạo ra các công cụ để đuổi ruồi, gãi ngứa, đậy các hố nước (để nước không bốc hơi) và tiếp cận thức ăn ngoài tầm với. Voi châu Á biết cách làm thay đổi cành cây để đập và xua ruồi, chúng bẻ gãy cành cây đến độ dài lý tưởng cho việc xua đuổi côn trùng. Một nhóm cá heo cũng sử dụng bọt biển để bảo vệ mỏ của chúng khi tìm kiếm thức ăn, cụ thể là một nhóm cá heo ở Australia mang theo bọt biển trong mỏ, khuấy động cát dưới đáy biển nhằm tìm kiếm con mồi, chúng dành thời gian đi săn bằng công cụ nhiều hơn bất kỳ loài động vật nào khác ngoài con người. Khả năng sử dụng công cụ không hề đồng nghĩa với việc loài động vật đó thông minh ví dụ như loài kiến, biến cách dùng công cụ để hỗ trợ việc kiếm ăn.

## Một số loài

### Tinh tinh
Loài linh trưởng nổi tiếng với việc sử dụng các công cụ để săn bắn hoặc tìm kiếm thức ăn và nước uống, che mưa, làm tổ và tự vệ. Tinh tinh là đối tượng nghiên cứu của công việc này, nổi tiếng nhất là nghiên cứu của nhà linh trưởng học Jane Goodall vì những con vật này thường được nuôi nhốt hơn các loài linh trưởng khác và có liên quan chặt chẽ với con người, nhà linh trưởng học Jane Goodall mô tả loài tinh tinh thường sử dụng gậy để thu thập mối. Hắc tinh tinh là họ hàng gần gũi nhất của con người, chúng dường như biết cách làm và sử dụng công cụ từ rất lâu, những chiếc búa làm bằng đá được tìm thấy tại một khu định cư của tinh tinh tại Bờ Biển Ngà có niên đại 4.300 năm. Tinh tinh cũng có khả năng làm xiên để săn bắt động vật khác lấy thịt, thậm chí chúng còn tạo ra dụng cụ chuyên dụng bắt kiến làm thức ăn.
Trình độ sử dụng và chế tác công cụ của tinh tinh đã tiến lên một mức mới, khi mà các nhà khoa học đã phát hiện ra một nhóm linh trưởng cùng loài là những con tinh tinh đang sử dụng các que, gậy để lấy rong, tảo dưới sông, những cá thể trên thực sự thông minh vượt trội khi biết sử dụng phương pháp này để khai thác nguồn dinh dưỡng dồi dào chỉ xuất hiện vào một khoảng thời gian nhất định trong năm, nhiều que dài được vứt lại gần bờ sông, suối khi sử dụng xong, qua đó thể hiện hành vi thông minh của những con tinh tinh khi cố gắng lấy tảo từ đáy sông, chúng nhận thức được mức độ chất dinh dưỡng cao của tảo nên mới dẫn đến hành động này.
Một số hành vi tương tự cũng được nhận thấy ở những cá thể tinh tinh thuộc vùng Bossou ở Guinea nhưng ở đó, loài tảo này nổi trên mặt nước nên sẽ dễ dàng hơn cho tinh tinh so với nhóm tinh tinh đã được ghi nhận, chúng phải dùng gậy dài hơn, có chiếc lên đến 4,3m. Cả con đực và con cái đều có hành vi tương tự nhau và tham gia vào hoạt động kiếm ăn này. Thời gian trung bình tinh tinh tập trung vào việc kiếm ăn từ tảo là khoảng 9 phút, tương đương với 364g tảo được khai thác (theo thử nghiệm thực tế qua kích cỡ que, gậy), đây là hành vi chưa từng thấy trước đây liên quan đến việc tự khám phá và sử dụng công cụ hiệu quả vào việc tìm kiếm nguồn dinh dưỡng mới của các loài linh trưởng nói chung và tinh tinh nói riêng.

### Khỉ mũ
Loài khỉ Capuchin cũng đã bắt đầu đi vào thời kỳ đồ đá của riêng chúng, chúng biết sử dụng công cụ đá thô sơ, dùng đá để nghiền các loại hạt rất điêu luyện, một nhóm khỉ Capuchin trong Công viên quốc gia Capiwala đã đặt hạt cây trên những viên đá lớn hoặc rễ cây cứng, sau đó đập chúng bằng đá để lấy nhân ở bên trong, tác động này đã để lại những dấu vết và những vết bẩn rõ ràng trên đã và rễ cây, chúng đã biết dùng công cụ từ lâu qua nhiều thế hệ, kỹ năng sử dụng đồ đá sẽ được nâng cao dần dần để nhanh chóng điều chỉnh các công cụ của mình để đáp ứng nhu cầu có được các loại thức ăn phong phú hơn. Khỉ còn biết lựa chọn những hòn đá có kích thước và hình dạng phù hợp, những hòn đá dùng làm công cụ dễ cầm nắm, có cạnh sắc hoặc mang hình dáng như đầu búa, thích hợp cho từng loại thức ăn hoặc hạt cứng mà khỉ muốn đập vỡ.
Các nhà khảo cổ phát hiện ra loài có loài khỉ mũ ở Brazil đã sử dụng búa và đe bằng đá để đập vỡ vỏ hạt điều từ ít nhất 700 năm trước. Và họ cho rằng loài người có thể đã nhận ra các hạt có này có thể ăn được sau khi vấp ngã trên những nơi gọi là khu công nghiệp xử lý hạt điều của loài khỉ này. Thế nhưng dường như khỉ mũ là một loài bảo thủ, chúng thường mở các loại hạt theo cùng một cách, hơn là cố gắng phát minh ra một cách tốt hơn. Khi đập vỡ vỏ hạt, những con khỉ sử dụng đá quartzite cứng làm búa và các tấm đá phiến phẳng để làm đe. Và chúng cũng có xu hướng làm việc này ở cùng một nơi – thường ở gần với những cây có hạt này là một phần vì có đúng loại đá đã được sắp đặt sẵn.
Trong vùng rừng Cerrado ở Brazil, những con khỉ Cebus libidinosus biết nâng hòn đá để phá vỡ các hạt cọ một cách thành thạo, người ta đã đưa cho chúng các loại hạt cọ cứng như đá không thể tách rời hạt bằng tay, chúng dùng cả hai tay nâng hòn đá to lên đầu và đập mạnh xuống hạt cọ nên có biệt danh là “khỉ lực sĩ”. Hầu hết những con khỉ Cebus libidinosus trong vùng rừng Cerrado biết cách sử dụng công cụ nêu nêu, chúng thực hiện mỗi ngày và trong cả năm, chúng chọn loại đá thạch anh trong vùng làm búa, chọn khúc gỗ to hoặc tảng đá rộng để làm cái đe rồi mới đặt hạt cọ lên đe. Hành vi chăm chỉ cần cù còn là một truyền thống trong cuộc sống bầy đàn của loài khỉ này, ngay từ khi còn là khỉ con chúng đã biết cố gắng học hỏi cách thức tách vỏ hạt, một con trong đàn làm được sẽ khiến những con khác trong đàn làm theo và dần dần chúng thực hiện được.
Khỉ mũ trong Công viên quốc gia Serra da Capivara của Brazil đã làm nứt các mảnh đá và liếm các bụi đá bay ra. Trong quá trình này, chúng tạo ra các mảnh đá có tác dụng tương tự như công cụ cắt của người cổ đại, những công cụ này trông giống như do con người làm ra, khỉ Capuchin đã vô tình tạo ra các công cụ này khi làm vỡ các tảng đá, khỉ mũ là 1 trong số các loài sử dụng công cụ thành thạo nhất trong thế giới động vật. Trong công viên quốc gia Serra da Capivara ở Braxin, loài khỉ mũ râu hoang dã (Sapajus libidinosus) đã sử dụng các mảnh đá để đập vỏ hạt, để đào hố và thậm chí là để thể hiện các hành vi giới tính.

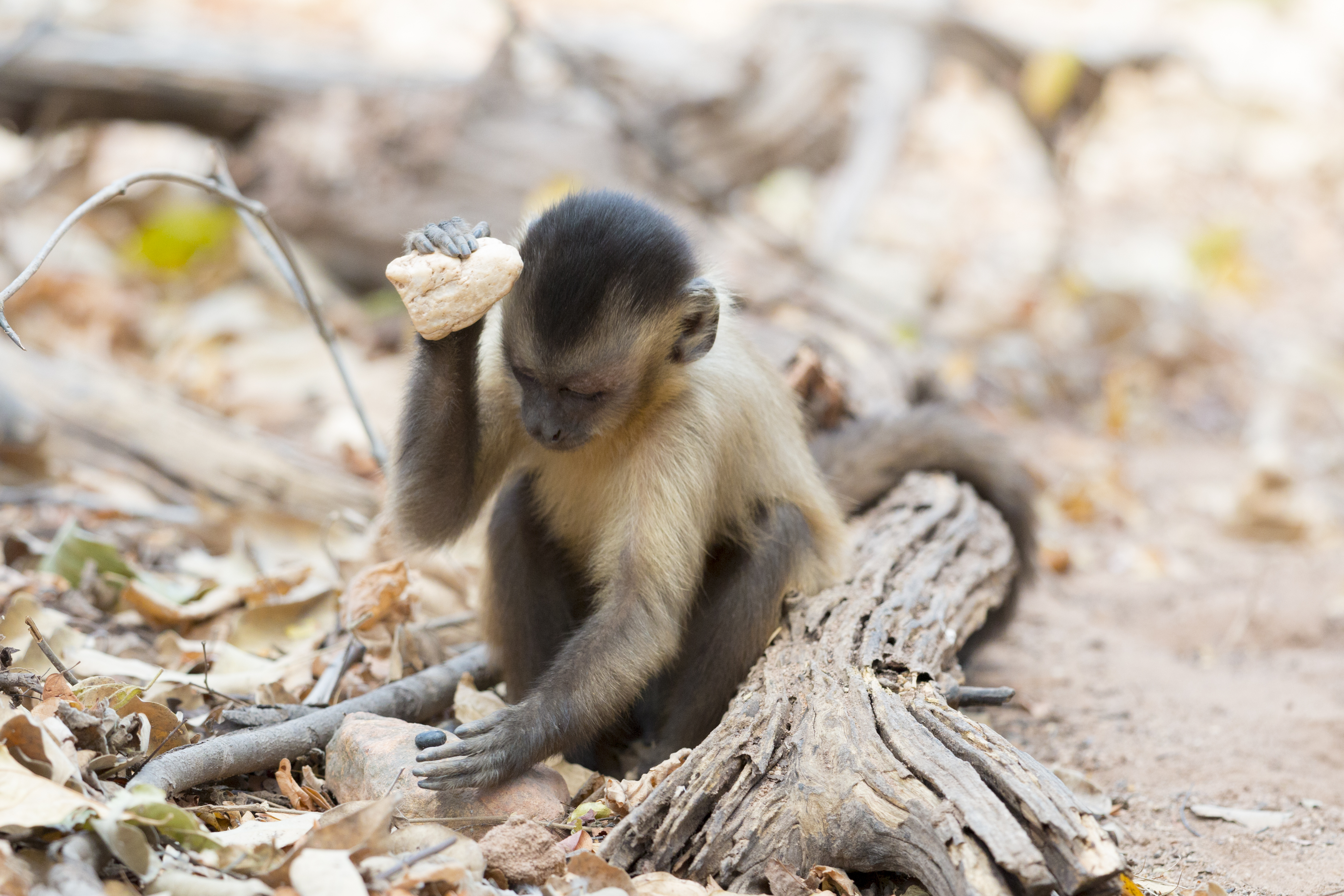
Một con khỉ mũ đang sử dụng đồ đá

Có những quan sát thấy bầy khỉ mũ hoang dã ở Brazil dùng đá để tìm kiếm thức ăn trong hầu hết hoạt động thường ngày mà trước đây mới biết đến việc loài khỉ mũ sử dụng công cụ trong điều kiện nuôi nhốt, song, chỉ thỉnh thoảng họ mới quan sát thấy chúng làm vậy trong thiên nhiên, công cụ được chúng sử dụng hằng ngày, như một thói quen. Những con khỉ mũ sống trên cánh rừng khô hạn Caatinga ở đông bắc Brazil cầm các mảnh đá để đào bới, đập vỡ vỏ hạt, khoét rỗng các cành cây, đào củ cây, thăm dò các lỗ rỗng trên cây hoặc các khe nứt trên đá.
Đào bới là dạng hành động sử dụng công cụ thường xuyên nhất. Khi đó, chúng nắm mảnh đá bằng một tay và dùng nó bập vào đất nhanh chóng, đồng thời tay kia múc đất ra, những quan sát này đã chứng tỏ khỉ mũ rất có kinh nghiệm trong việc hiểu rõ nguyên nhân và hậu quả của hành động và loài khỉ này có thể chỉ sử dụng công cụ trong những điều kiện sinh thái nhất định, chẳng hạn trong những mùa khô hạn kéo dài ở Caatinga. Khi nguồn thức ăn cạn kiệt, việc sử dụng công cụ có vai trò sống còn, cho phép chúng có được nguồn dinh dưỡng cần thiết từ củ vùi sâu dưới đất, mà bình thường không thể lấy được.
Khỉ mũ mặt trắng là loài linh trưởng thứ tư ngoài con người được biết đến có khả năng sử dụng công cụ bằng đá. Một nhóm khỉ mũ khác sống tại Nam Mỹ đã biết dùng công cụ đá. Một quần thể khỉ mũ mặt trắng (khỉ thầy tu) sống trên đảo Jicarón thuộc Vườn quốc gia Coiba tại Panama như đang bước vào thời kỳ đồ đá, chúng bắt đầu biết sử dụng các công cụ bằng đá để đập vỡ hạt và động vật có vỏ. Vườn quốc gia Coiba có ba hòn đảo riêng biệt đều có khỉ mũ sinh sống, nhưng chỉ có một nhóm khỉ đực sống tại một khu vực cụ thể trên đảo Jicarón mới biết dùng công cụ đá, những con khỉ đực đập vỡ quả dừa, cua và ốc sên. Khi nguồn thực phẩm trở nên khan hiếm, việc dùng đá để đập vỡ hạt hay vỏ của các loài giáp xác giúp khỉ có nguồn thức ăn dồi dào hơn.
Có ghi nhận về khỉ nhặt một viên đá, mài sắc và phá vỡ cửa kính ở sở thú ở Trịnh Châu, tỉnh Hà Nam, Trung Quốc cho thấy một con khỉ mũ mặt trắng Colombia nhấc một viên đá qua đầu sau đó chĩa đầu nhọn về phía cửa sổ và đập vào mặt kính, con khỉ dường như không dùng đủ lực nên tiếp tục lặp lại động tác trên, sau đó, cửa sổ vỡ thành nhiều mảnh khiến con khỉ hốt hoảng phóng khỏi hiện trường, con khỉ đã mài sắc hòn đá sau đó bắt đầu đập vào kính, chính con khỉ cũng sợ hãi chạy vọt đi nhưng sau đó cũng quay lại nhìn và chạm vào nó. Con khỉ này không giống những con khỉ khác, nó biết cách dùng các dụng cụ để đập vỡ hạt óc chó trong khi những con khỉ khác ăn hạt óc chó, chúng chỉ biết cắn hạt.

### Khỉ đột

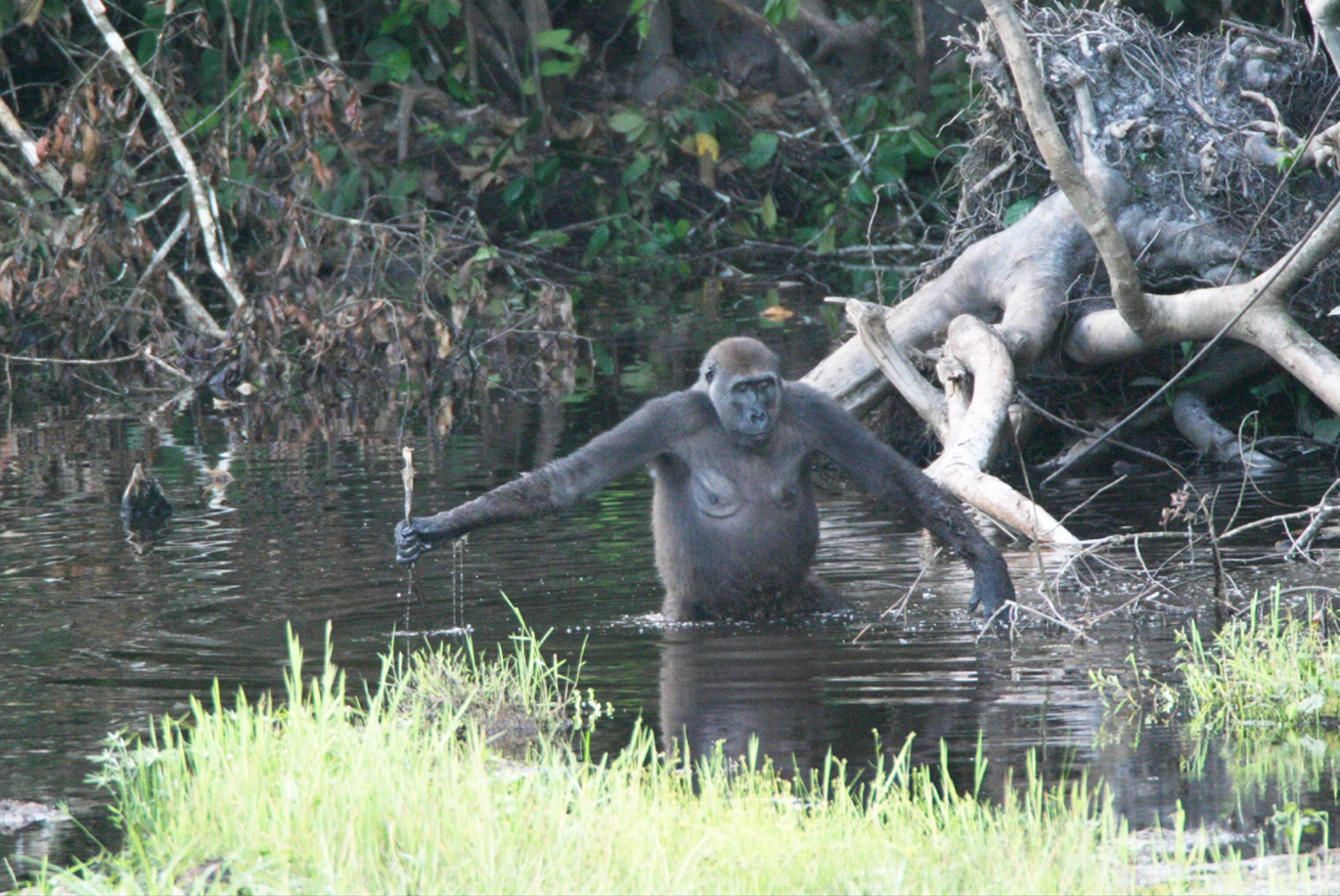
Một con khỉ đột dùng dụng cụ để dò độ sâu của nước

Khỉ đột (Gorilla) khỏe hơn một người đàn ông trưởng thành khoảng 10 lần, to và mạnh hơn tinh tinh nhưng chậm chạp, từng được xem là không khéo léo bằng và không được các nhà linh trưởng học quan tâm nhiều. Nhưng ghi nhận cho thấy những con khỉ đột hoang dã biết cách sử dụng cành cây để thử độ sâu của nước khi đi bộ qua. Chúng cũng dùng thân cây bụi làm cầu tạm để vượt qua khoảng đất sâu ở đầm lầy. Người ta đã có những quan sát những con khỉ đột hoang dã đã phát hiện chúng biết sử dụng dụng cụ, ví dụ như dùng những cành cây nhỏ để đo đạc độ sâu của nước trong một đầm lầy tại công viên quốc gia Nouabale-Ndoki ở Congo. Ca quan sát đầu tiên là một con khỉ đột cái, sau khi tìm cách vượt qua một đầm lầy do những con voi đào, nó đã nhặt một cành cây chết để xác định độ sâu của nước, một con khỉ đột cái khác đã dùng một thân cây rời để vịn bằng một tay trong khi nó dùng tay kia để đào, sau đó thân cây đã được dùng để bắc cầu băng qua một bãi đất bùn lầy.

### Loài quạ
Được xếp vào nhóm động vật thông minh nhất hành tinh, quạ là loài duy nhất không thuộc linh trưởng mà có thể tạo và sử dụng công cụ lao động, người ta thấy quạ dùng que củi để móc thức ăn ngoài tầm với, bẻ cong thanh kim loại mỏng để làm công cụ mặc dù trước đó chưa hề được tiếp xúc. Những con quạ nổi tiếng với bộ não lớn trong số các loài chim và việc chúng cũng biết sử dụng công cụ, Chúng được biết đến với khả năng suy luận tương đương một đứa trẻ 7 tuổi. Loài quạ ở Nhật Bản thả những hạt cây trước xe ô tô để lợi dụng xe cán làm dập vỏ, tách hạt cho chúng. Loài quạ New Caledonian từ lâu đã nổi tiếng về trí thông minh và óc sáng tạo, chúng là loài sinh vật phi linh trưởng duy nhất có khả năng tạo ra công cụ, chẳng hạn như dùng que hoặc móc câu để chọc các ấu trùng ra khỏi những khúc gỗ hoặc cành cây.
Các thí nghiệm khác chỉ ra rằng quạ Caledonian có thể sử dụng đến 3 công cụ theo trình tự để lấy thức ăn. Quạ có thể học cách thả đá vào bình đựng nước để làm tăng chiều cao của mực nước, một miếng mồi (một con sâu nổi) sau đó sẽ rơi vào tầm với của chúng, để lấy thức ăn, quạ dùng mỏ ngậm những viên đá dưới đất và thả xuống ống. Khi vật nặng được thả xuống nước, mẩu thức ăn sẽ trồi lên và chúng dễ dàng dùng mỏ quặp lấy. Người ta từng phát hiện nhiều khả năng khác ở quạ New Caledonian khi chúng thường tự tạo công cụ từ các cành cây nhỏ và xén tỉa thành dạng móc câu để lôi ấu trùng sâu bọ hay kiến ra khỏi lỗ trên thân cây loài quạ New Caledonia đã tiến hóa để biết làm ra các chiếc móc từ cành cây mềm để phục vụ cho việc tìm kiếm thức ăn hàng ngày của chúng.

### Lợn mụn
Dù lợn luôn được đánh giá là một loài động vật rất thông minh, với trí thông minh tương đương hoặc thậm chí là hơn cả loài chó, tuy nhiên lần đầu tiên người ta quan sát thấy tập tính sử dụng công cụ ở họ nhà lợn. Những con lợn mụn Visayas trong vườn thú Paris nhiều lần sử dụng gậy để xới đất đào hang với vẻ hăng hái và nhanh nhẹn, khi cứu quan sát một gia đình lợn mụn Visayas sử dụng gậy để đào hang và xây tổ, bằng chứng cho thấy chúng có khả năng sử dụng công cụ. Trước đó, giới nghiên cứu chưa từng chứng kiến hành vi này ở lợn. Chúng không có ngón và phần mõm quá thô kệch. Một con lợn mụn trưởng thành tên Priscilla điều khiển gậy bằng miệng trong vườn thú Paris, nó sẽ gom ít lá, đùn tới chỗ khác trên mô đất và dùng mõm đào đôi chút, có lúc, nó ngoạm một mẩu vỏ cây cỡ 10 cm x 40 cm trên nền đất để đào và hất đất về phía sauN.
Người ta đã đặt nhiều đồ vật trong chuồng để xem Priscilla và đồng loại của nó sẽ phản ứng ra sao với công cụ. Những con lợn ít động vào công cụ trong chuyến ghé thăm đầu tiên, nhưng năm 2016, Priscilla và con gái nó dịch chuyển các cây gậy theo động tác chèo thuyền để đào và xây tổ. Bạn tình của Priscilla là Billie cũng dùng gậy dù động tác của nó khá vụng về so với các thành viên còn lại trong gia đình. Trong thử nghiệm năm 2017, Priscilla tiếp tục tỏ ra nổi trội khi dùng dậy để đào chiếc tổ lớn 7 lần, nhưng việc dùng miệng đào bằng gậy kém hiệu quả hơn so với đào bằng móng guốc hoặc mõm. Người ta đoán chúng có thể thích thú với hoạt động này, và chưa thể xác định tại sao những con lợn tiếp tục đào đất, có thể đây là hành vi lan truyền do các thành viên trong gia đình Priscilla học hỏi lẫn nhau vì lợn mụn Visayas sống theo gia đình và truyền kỹ năng cho nhau.  